# Museo Stom
El Museo Stom es un museo antropológico y etnográfico, fundado el 11 de noviembre de 1988 por Tomás Stom Arévalo, y desde 2015 administrado por la Fundación Stom; está ubicado en la ciudad chilena de Chiguayante, Región del Biobío. De su labor museográfica resalta la recolección, conservación y difusión del patrimonio mapuche, particularmente de su joyería y textilería, como así también del patrimonio asociado a las artes decorativas de las cerámicas de Lota.
El museo está dividido en 7 salas, y cuenta con más de 20 colecciones, que suman entre 8000 y 10 000 objetos, que son visitados por más de 7000 personas cada año. La recolección de piezas, según su fundador, fue una labor personal iniciada al menos desde 1969.

## Colección
La muestra etnográfica del museo incluye colecciones de varios pueblos originarios de Chile, tales como los mapuches, rapa nui, y atacameños. Entre las piezas más relevantes, resaltan:
- 2 viviendas tradicionales del pueblo mapuche (rukas), provenientes de la cordillera de Butalelbún.[2]
- Más de 1000 platerías de origen mapuche,[2] entre ellas accesorios como: chaway, sikill, trapelakucha, külkay, trarilongko, tiatol, y chakira trarükugwe.[7]
- Más de 660 prendas tradicionales de la etnia mapuche,[8] que incluye piezas con técnicas y lanas previamente no registradas en la textilería nativa de este pueblo.[6]

Entre la muestra antropológica se incluyen:
- Cerca de 650 lozas de las cerámicas de Lota,[9] que representan las artes decorativas de producción industrial de inicios del siglo XX en dicha ciudad.[10]
- Más de 2000 piezas e instrumentos ópticos, siendo una de las colecciones más grandes del país.[2]
- 12 carruajes,[6] entre los que se incluye el usado por el expresidente chileno Pedro Montt y su familia.[2]

Parte de esta colección ha sido expuesta temporalmente en otros espacios museográficos y/o culturales de la Región del Biobío, tales como el Museo de Historia Natural de Concepción, la Biblioteca Municipal de Concepción, el Club Concepción y la Casa de la Cultura del Casino Marina del Sol.